# Дикерсон, Мэри Синтия
Мэри Синтия Дикерсон (англ. Mary Cynthia Dickerson; 7 марта 1866, Хейстингс, Мичиган, США — 23 апреля 1923, Нью-Йорк, США) — американский герпетолог, основатель и первый куратор отделения герпетологии Американского музея естественной истории.

## Биография

### Ранние годы
Родилась 7 марта 1866 года в Хейстингсе (Мичиган, США). В детстве она совмещала учёбу с уходом за своими младшими братьями. С 1886 по 1891 обучалась в Мичиганском университете. Следующие четыре года она преподавала, чтобы заработать деньги на дальнейшее обучение. Затем она поступила в Чикагский университет, из которого выпустилась в 1897 году. После выпуска преподавала ботанику, зоологию и изучение природы в Род-Айлендской государственной нормальной школе (ныне Род-Айлендский колледж). В это время она собирала материал для своих работ, Moths and Butterflies (с англ. — «Мотыльки и бабочки») и The Frog Book (с англ. — «Книга о лягушках»), а также для серии статей в журнале Country Life in America (с англ. — «Сельская жизнь в Америке»), для которых она фотографировала животных. В 1905 году она передала в коллекцию Американского музея естественной истории 460 экземпляров бесхвостых земноводных, относящихся почти ко всем известным тогда в США видам. В 1907 году преподавала экологию в Стэнфордском университете.

### Работа в Американском музее естественной истории
1 ноября 1908 года начала работfnm в Американском музее естественной истории, поначалу как ассистент отделения леса и лесного хозяйства (лат. Department of Woods
and Forestry). На этом посту она подготовила 104-страничный путеводитель по лесному залу музея, опубликованный в 1910 году. Впоследствии она получила должность куратора в этом отделении.
В июле 1909 года она стала курировать современных земноводных и пресмыкающихся в новосозданном отделении ихтиологии и герпетологии, являясь в нём единственным герпетологом. Её коллегами стали ихтиологи Башфорд Дин, Луи Хуссакоф и Джон Тредуэлл Николс. Вместе с тем, она не прекратила работу в отделении лесного хозяйства, и по условиям договора с директором музея должна была продолжать работать в нём. Кроме того, с 1909 года она была ответственным редактором, а с 1910 — редактором Журнала Американского музея (англ. The American Museum Journal, ныне — Natural History). Дикерсон занималась активным расширением герпетологической коллекции музея, а также улучшением экспозиции. Кроме того, она привлекала в него новых сотрудников. По её рекомендациям в музее стали работать Стелла Ризли Клеменс (англ. Stella Risley Clemence) и Арлин Филд (англ. Arline Field), занимавшиеся организацией герпетологической коллекции, Кларенс Роберт Хальтер (англ. Clarence Robert Halter), совершивший экспедиции в Доминиканскую Республику и Никарагуа, а также три ассистента, составивших её так называемый «триумвират», Карл Патерсон Шмидт, Глэдвин Кингсли Ноубл и Чарльз Льюис Кэмп. Под её руководством герпетологическая коллекция Американского музея с 1909 по 1920 годы увеличилась с 6275 до 31508 экземпляров. В 1920 году по совету Б. Дина в музее было создано самостоятельное отделение герпетологии, и Дикерсон стала его первой главой.
Тем не менее, из-за переработки у неё стали появляться галлюцинации о полярном исследователе Вильялмуре Стефанссоне, а впоследствии — бред преследования. Для уменьшения рабочей нагрузки Дикерсон просила президента музея Г. Ф. Осборна освободить её от должности редактора музейного журнала, но он вместо этого настоял на том, чтобы Дикерсон ушла в отпуск, от которого она отказалась. В ноябре 1920 года Дикерсон была освобождена от обязанностей в музее и после медицинского освидетельствования передана на попечение брату. 8 декабря она сбежала от брата, и через два дня показалась в музее, откуда по сообщению прессы была госпитализирована после жалобы посетителя на её странное поведение. 24 ноября она была помещена в Манхэттенский психиатрический центр, в котором она жила до своей смерти 8 апреля 1923 года.

## Вклад в науку

### Описанные таксоны
Среди описанных Дикерсон видов в настоящее время признаётся 7:
- Cadea palirostrata Dickerson, 1916
- Ctenosaura conspicuosa Dickerson, 1919
- Sauromalus varius Dickerson, 1919
- Sceloporus angustus (Dickerson, 1919) — изначально описан как Sator angustus Dickerson, 1919
- Sceloporus grandaevus (Dickerson, 1919) — изначально описан как Sator grandaevus Dickerson, 1919
- Sceloporus lineatulus Dickerson, 1919
- Uta squamata Dickerson, 1919

## Память
В честь Дикерсон названо 4 таксона пресмыкающихся:
- Cnemaspis dickersonae Schmidt, 1919
- Aspidoscelis tigris dickersonae Van Denburgh & Slevin, 1921
- Holbrookia maculata dickersonae Schmidt, 1921
- Crotaphytus dickersonae Schmidt, 1922